# صفيراء أسلية
صفيراء أسلية (الاسم العلمي:Sophora juncea) هي نوع غير مؤكد من النباتات يتبع جنس الصفيراء من الفصيلة البقولية.